# Aeroportul Internațional Cheddi Jagan
Aeroportul Internațional Cheddi Jagan (IATA: GEO, ICAO: SYCJ) este un aeroport din Demerara-Mahaica, Guyana ce deservește zona Georgetown. Aeroportul a fost tranzitat în 2019 de 657.433 de pasageri. A fost deschis în 1945.
Situat la o altitudine de 29 m, aeroportul dispune de 2 piste.

## Infrastructură

### Piste
Aeroportul dispune de 2 piste. Pista 06/24 are suprafața de asfalt și dimensiunile 3.359 m × . Pista 11/29 are suprafața de asfalt și dimensiunile 1.525 m × . 